# Зундуйн Цэндэхуу
Зундуйн Цэндэхуу (монг. Зундуйн Цэндээхүү; 1905, Внутренняя Монголия (ныне сомон Алтанбулаг, Центральный аймак, Монголия) — 23 июля 1980) — монгольский театральный деятель, актёр театра и кино, режиссёр. Заслуженный артист МНР (1945). Народный артист МНР (1955).

## Биография
С 1932 года — член Монгольской народно-революционной партии. Творческую деятельность начал в 1932 году. Работал в Государственном ансамбле народной песни и танца.
Был организатором и руководителем нескольких театров Восточного и Баинульгинского аймаков.
Играл в пьесах Лопе де Вега, Шекспира, Гоголя и многих других пьесах отечественных и классических, русских и советских писателей и драматургов. Исполнял остро хара́ктерные роли.
Снимался в кино («Гонгор баатар», «Цогт тайж», «Сэрэлт», «Ардын элч», «Углуу» и «Тэмцэл»).

## Избранные роли
- Лама-лекарь («Пятнадцатилетняя Адья» Аюши),
- Главарь контрреволюционеров («Борьба» Намдага),
- Знобов («Бронепоезд 14-69» Вс. Иванова),
- Данзандаш, Бургэд Батор («Цена жизни» и «Три шарайгольских хана» Намдага),
- Флориндо («Слуга двух господ» К. Гольдони) и др.

Поставил спектакли: «На горе» Хурманхана (1954), «Рождённые бурей» Дашдорова (1964) и др.